# Río Bacanora
El río Bacanora es un río ubicado en el centro-este del estado mexicano de Sonora en las zonas altas de la Sierra Madre Occidental y corresponde a las cuencas hidrológicas de los ríos Yaqui y Mátape. Es administrado por el Organismo de Cuenca Noroeste de la Comisión Nacional del Agua (CONAGUA). Su respectivo acuífero comprende un área de 729 km². El río nace en la Sierra El Encinal al sureste del pueblo de Bacanora y desemboca en el río Yaqui.

## Hidrografía
El río nace en las partes altas de la serranía El Encinal, en la Sierra Madre Occidental, y fluye de sur a norte, en su recorrido es alimentado por varios arroyos como Las Pirinolas, El Capulín y La Salvia, en la
porción central los arroyos El Cochi, La Mina, Los Lobos y El Bajío de Las Palmas, al norte se llegan los arroyos La Guácima, Los Nopales y Los Hornitos, para después en su porción norte unirse y desembocar en el río Yaqui.

## Estudios realizados
- En 1993, el Instituto Nacional de Estadística y Geografía (INEGI) hizo un estudio geohidrológico de todo el estado de Sonora donde el río Bacanora y su acuífero estaban incluidos, con el fin de describir las características generales de cada acuífero.
- En 2004, la Universidad de Sonora (UNISON) hizo una prospección geológica de esta zona para la Comisión Nacional del Agua (CONAGUA). Donde se definieron sitios y su gasto aproximado.
- En 2005, la misma UNISON de nuevo para la CONAGUA realizó un atlas de aguas subterráneas y una red de monitoreo, para delimitar el acuífero del río.
- En 2008, el [www.sgm.gob.mx/ Servicio Geológico Mexicano] para la CONAGUA levó a cabo una actualización hidrológica.
- En 2011, la UNISON realizó un estudio geohidrológico para determinar su disponibilidad de agua subterránea.[1]